# Lithosia taishanica
Lithosia taishanica är en fjärilsart som beskrevs av Daniel 1954. Lithosia taishanica ingår i släktet Lithosia och familjen björnspinnare. Inga underarter finns listade i Catalogue of Life.